# جیک ایبل
جیک ایبل (انگلیسی: Jake Abel؛ زاده ۱۸ نوامبر ۱۹۸۷) یک هنرپیشه اهل ایالات متحده آمریکا است. وی از سال ۲۰۰۵ میلادی تاکنون مشغول فعالیت بوده‌است.
از فیلم‌ها یا برنامه‌های تلویزیونی که وی در آن نقش داشته است می‌توان به پرسی جکسون و المپ‌نشینان: دزد صاعقه، من شماره چهار هستم ، میزبان ، استخوان‌های دوست‌داشتنی، پرسی جکسون و المپ‌نشینان: دریای هیولاها اشاره کرد.